# Matthew Oakley
Matthew Oakley (né le 17 octobre 1977 à Peterborough) est un ancien footballeur anglais. Il jouait poste de milieu de terrain.

## Carrière

### Carrière en club
Matthew Oakley est transféré à Leicester City lors du mercato d'hiver 2008 pour un montant d'environ 500 000 £, alors qu'il a 30 ans. Le président du club, Milan Mandarić, déclare à l'occasion : « Cette signature est très très importante. Nous manquions de qualité au milieu de terrain ». Oakley débute le lendemain lors du match Leicester-Coventry (victoire 2-0) et joue l'intégralité du match. En mars 2011, il prolonge son contrat à Leicester jusqu'à juin 2012.
Au début de la saison suivante, alors que des rumeurs l'envoie à Bristol City, l'entraîneur de Leicester Sven-Göran Eriksson dément et déclare sa volonté de le conserver dans son effectif. Pourtant, Oakley n'est pas utilisé et, lors des deux premiers mois, ne participe qu'à deux matchs de coupe. Fin septembre 2011, le club d'Exeter City, qui joue en League One (troisième division), se manifeste et Oakley est prêté jusqu'à fin décembre de la même année.
L'1er juillet 2012 il rejoint Exeter City.

### Carrière internationale
Matthew Oakley a joué 4 fois en sélection anglaise espoirs en 1997.

## Palmarès
Southampton
- FA Cup
  - Finaliste : 2003

 Derby County
- Playoffs de Championship
  - Vainqueur : 2007

 Leicester City
- League One
  - Vainqueur : 2009

### Distinctions personnelles
- 2009 Membre de l'équipe type de Football League One en 2009.